# 고금 영모사
고금 영모사(古今 永募祠)는 대한민국 전라남도 완도군 고금면 도남리 1037에 있는 사당이다. 2014년 12월 24일 완도군의 향토문화유산 제18호로 지정되었다.

## 지정 사유
영모사는 1858년 용남 홍병례 선생의 후손들이 유허비를 건립한데서 유래됐으며, 현재 홍병례, 배학연, 윤세용 3위를 배향하고 있다. 1909년에 유허비각을 세웠으며, 1941년에 사당을 세웠다.